# Eskişehir (prowincja)
Prowincja Eskişehir (tur. Eskişehir ili) – jednostka administracyjna w zachodniej Turcji (Region Centralna Anatolia – İç Anadolu Bölgesi), znajdująca się na terenie starożytnej Frygii.

## Dystrykty

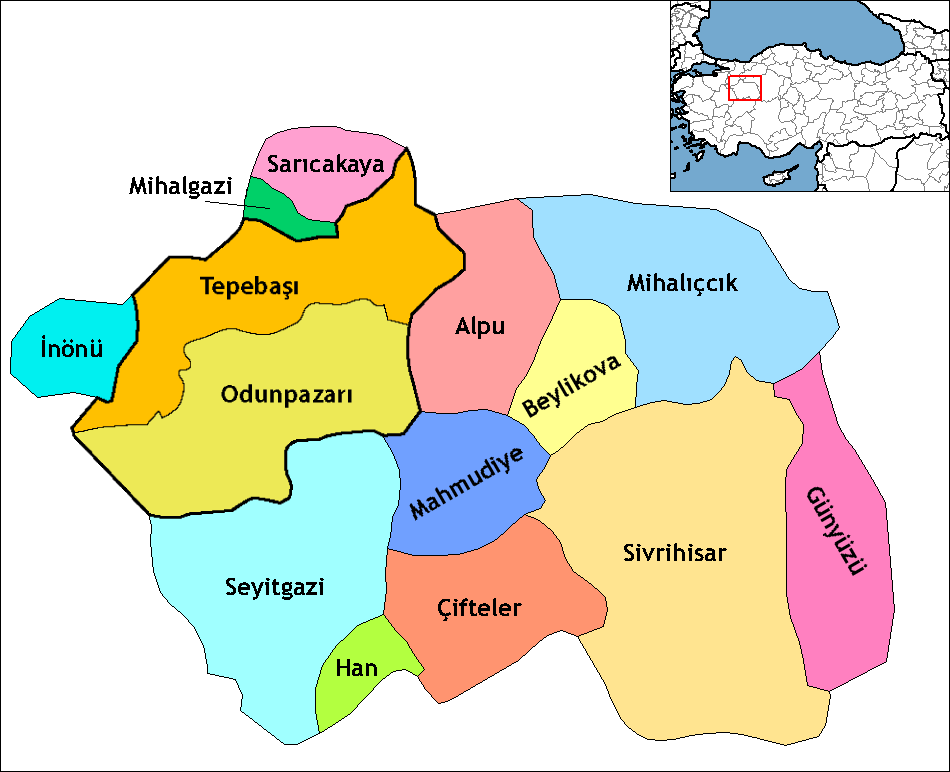
Dystrykty w prowincji Eskişehir

Prowincja Eskişehir dzieli się na czternaście dystryktów:
| - Odunpazarı (Eskişehir) - Tepebaşı (Eskişehir) - Alpu - Beylikova - Çifteler - Günyüzü - Han | - İnönü - Mahmudiye - Mihalgazi - Mihalıççık - Sarıcakaya - Seyitgazi - Sivrihisar |